# Ancylotrypa barbertoni
Espèce
Synonymes
- Pelmatorycter barbertoni Hewitt, 1913

Ancylotrypa barbertoni est une espèce d'araignées mygalomorphes de la famille des Cyrtaucheniidae.

## Distribution
Cette espèce est endémique du Mpumalanga en Afrique du Sud,.

## Étymologie
Son nom d'espèce lui a été donné en référence au lieu de sa découverte, Barberton.

## Publication originale
- Hewitt, 1913 : Descriptions of new and little known species of trapdoor spiders (Ctenizidae and Migidae) from South Africa. Records of the Albany Museum, vol. 2, p. 404-434.